# Eulophia

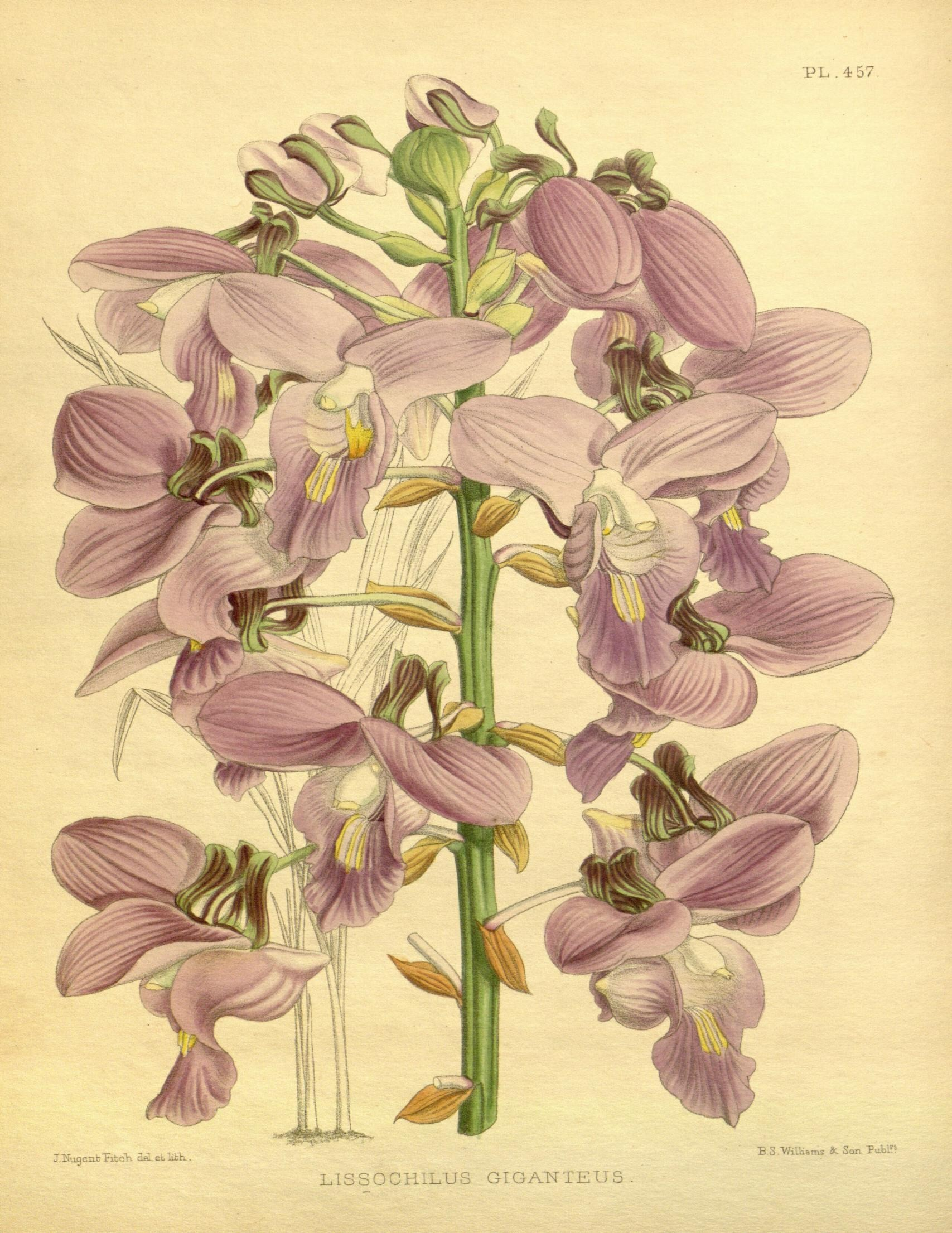
Eulophia bouliawongo

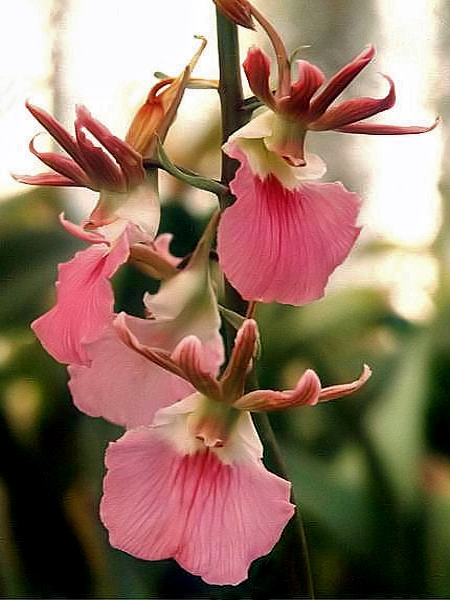
Eulophia guineensis

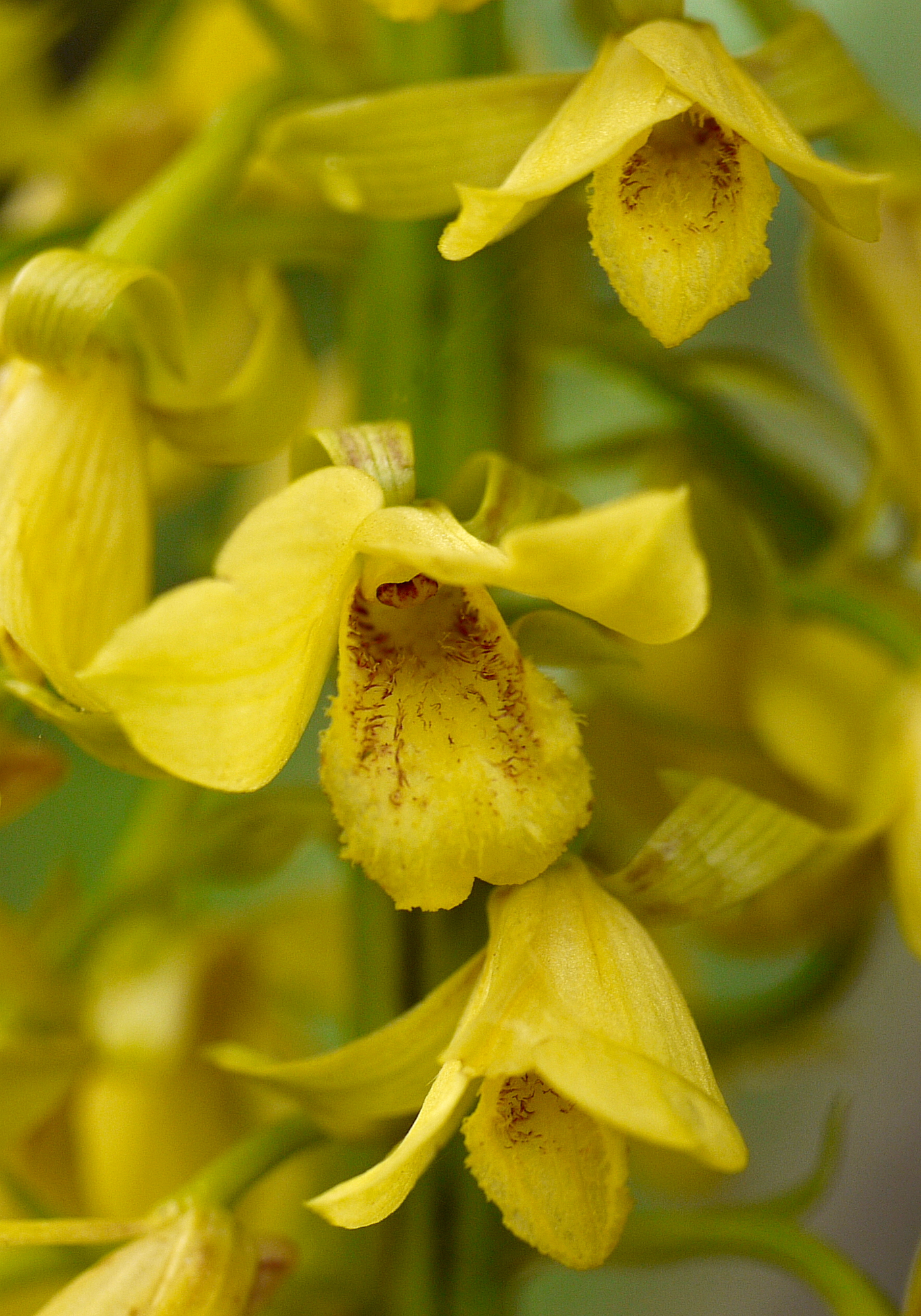
Eulophia ochreata

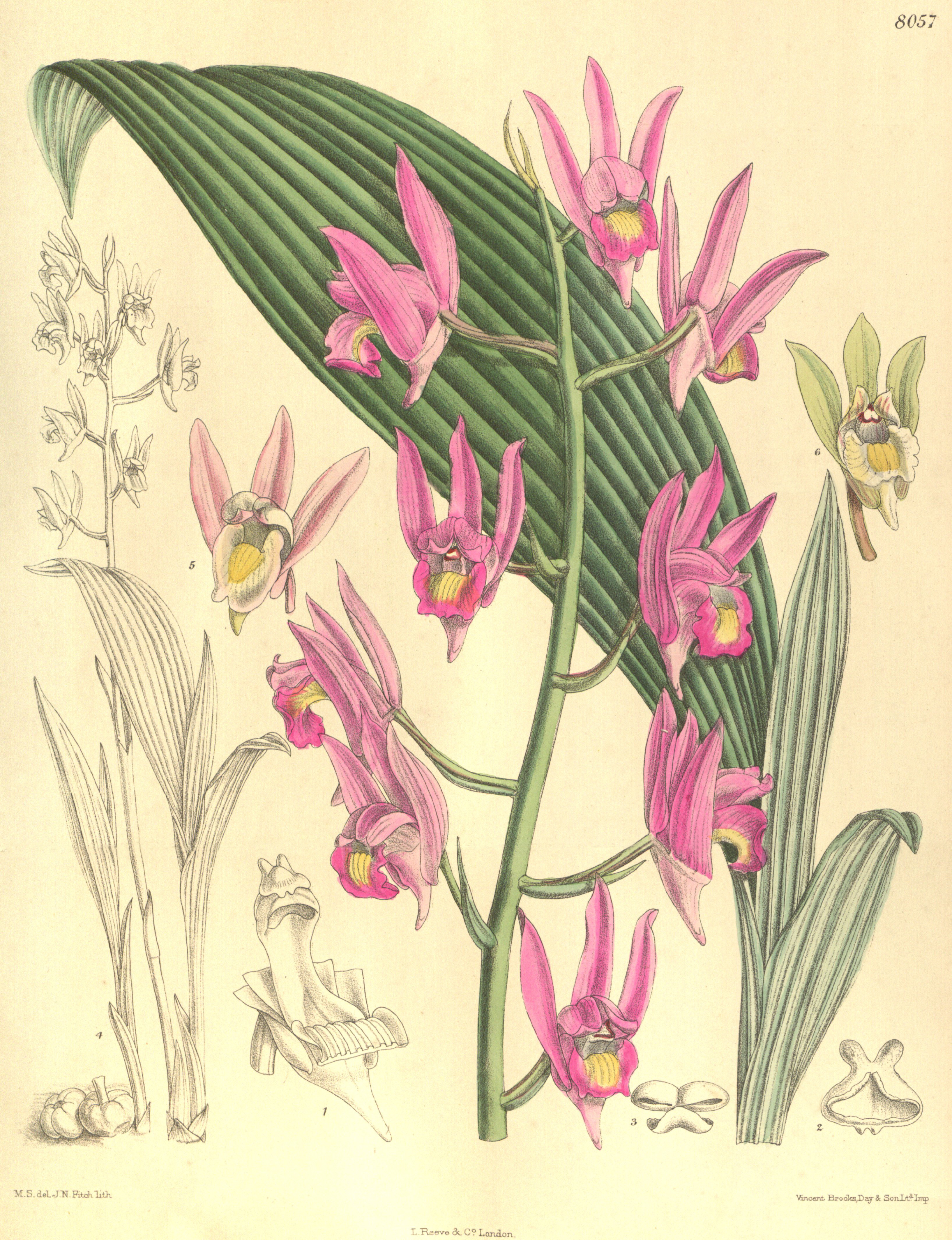
Eulophia spectabilis

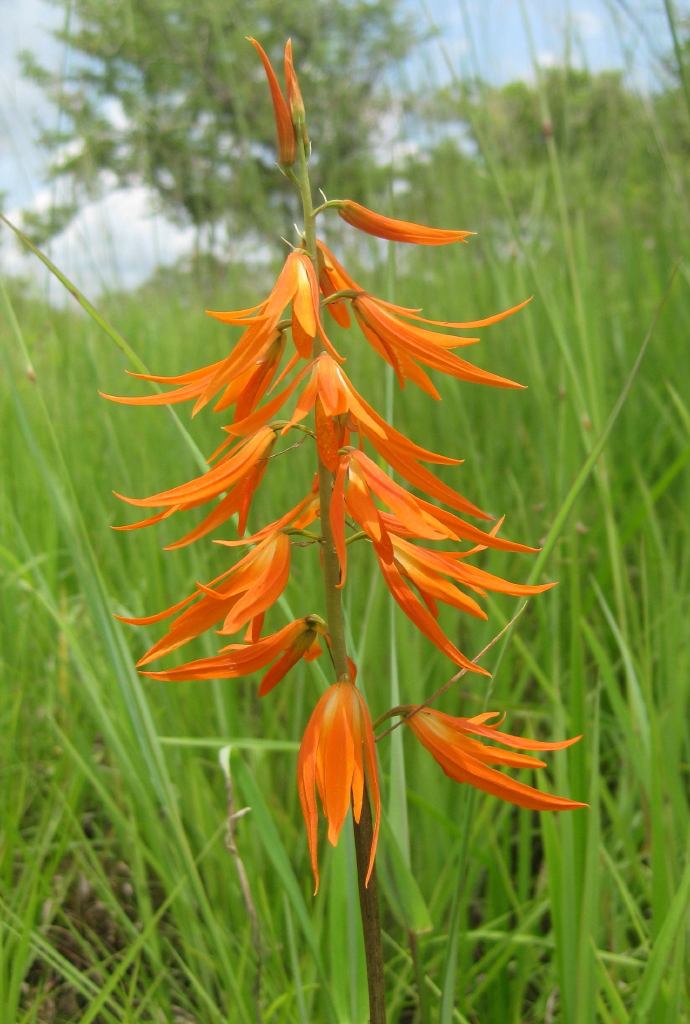
Eulophia walleri

Eulophia – rodzaj roślin z rodziny storczykowatych (Orchidaceae). Obejmuje około 280 epifitycznych gatunków występujących w Ameryce Południowej, Północnej i Środkowej, w Afryce, Azji oraz Australii. Występują w takich krajach i regionach jak: Afganistan, Andamany, Asam, Bangladesz, Archipelag Bismarcka, Angola, północno-wschodnia Argentyna, Belize, Benin, Boliwia, Borneo, Botswana, Brazylia, Burkina Faso, Burundi, Kambodża, Kamerun, Republika Południowej Afryki, Karoliny, Republika Środkowoafrykańska, Czad, Chiny, Kolumbia, Kongo, Kostaryka, Dżibuti, Kuba, Dominikana, Himalaje, Ekwador, Salwador, Gwinea Równikowa, Erytrea, Etiopia, Fidżi, Gujana Francuska, Gabon, Ghana, Gwatemala, Gwinea, Gwinea Bissau, wyspy Zatoki Gwinejskiej, Gujana, Hajnan, Haiti, Honduras, Indie, Wybrzeże Kości Słoniowej, Jamajka, Japonia, Jawa, Kenia, Laos, Lesotho, Małe Wyspy Sundajskie, Liberia, Madagaskar, Malawi, Malezja Zachodnia, Mali, Moluki, Mauritius, Meksyk, Mozambik, Oman, Pakistan, Panama, Paragwaj, Peru, Filipiny, Portoryko, Rwanda, Reunion, Australia, Arabia Saudyjska, Senegal, Sierra Leone, Wyspy Salomona, Somalia, Sri Lanka, Sudan, Celebes, Sumatra, Surinam, Eswatini, Tadżykistan, Tajwan, Tanzania, Tajlandia, Togo, Tonga, Trynidad i Tobago, Turkmenistan, Uganda, Urugwaj, Uzbekistan, Vanuatu, Wenezuela, Wietnam, Jemen, Zambia, Zimbabwe, Demokratyczna Republika Konga, Bahamy, Wyspy Nawietrzne, Sokotra oraz 5 stanach w USA - Alabama, Floryda, Luizjana, Georgia, Karolina Południowa.

## Systematyka
Rodzaj sklasyfikowany do podplemienia Eulophiinae w plemieniu Cymbidieae, podrodzina epidendronowe (Epidendroideae), rodzina storczykowate (Orchidaceae), rząd szparagowce (Asparagales) w obrębie roślin jednoliściennych.
Wykaz gatunków
- Eulophia abyssinica Rchb.f.
- Eulophia aculeata (L.f.) Spreng.
- Eulophia acutilabra Summerh.
- Eulophia adenoglossa (Lindl.) Rchb.f.
- Eulophia albobrunnea Kraenzl.
- Eulophia alismatophylla Rchb.f.
- Eulophia aloifolia Welw. ex Rchb.f.
- Eulophia alta (L.) Fawc. & Rendle
- Eulophia amblyosepala (Schltr.) Butzin
- Eulophia ambongensis Schltr.
- Eulophia ambrensis (H.Perrier) Butzin
- Eulophia analamerensis (H.Perrier) M.W.Chase & Schuit.
- Eulophia analavelensis (H.Perrier) M.W.Chase & Schuit.
- Eulophia andamanensis Rchb.f.
- Eulophia angolensis (Rchb.f.) Summerh.
- Eulophia angornensis (Rchb.f.) P.J.Cribb
- Eulophia angustilabris Seidenf.
- Eulophia antsingyensis (G.Gerlach) M.W.Chase & Schuit.
- Eulophia antunesii Rolfe
- Eulophia arenicola Schltr.
- Eulophia atrovirens Lindl.
- Eulophia attenuata (Griff.) M.W.Chase, Kumar & Schuit.
- Eulophia aurantiaca Rolfe
- Eulophia barbata (Thunb.) Spreng.
- Eulophia barteri Summerh.
- Eulophia beravensis Rchb.f.
- Eulophia bicallosa (D.Don) P.F.Hunt & Summerh.
- Eulophia biloba Schltr.
- Eulophia bisaccata Kraenzl.
- Eulophia boinensis (Schltr.) M.W.Chase & Schuit.
- Eulophia bolusii (Rolfe) M.W.Chase & Schuit.
- Eulophia borbonica Bosser
- Eulophia borneensis Ridl.
- Eulophia bosseriana M.W.Chase & Schuit.
- Eulophia bouliawongo (Rchb.f.) J.Raynal
- Eulophia brachycentra Hayata
- Eulophia bracteosa Lindl.
- Eulophia brenanii P.J.Cribb & la Croix
- Eulophia buettneri (Kraenzl.) Summerh.
- Eulophia ×
- Eulophia calantha Schltr.
- Eulophia calanthoides Schltr.
- Eulophia calcarata (Schltr.) Schltr.
- Eulophia callichroma Rchb.f.
- Eulophia callmanderi (Bosser) M.W.Chase & Schuit.
- Eulophia campbellii Prain
- Eulophia capuroniana (Bosser & Morat) M.W.Chase & Schuit.
- Eulophia caricifolia (Rchb.f.) Summerh.
- Eulophia carsonii Rolfe
- Eulophia cernua (Willd.) T.C.Hsu
- Eulophia chaunanthe Seidenf.
- Eulophia chilangensis Summerh.
- Eulophia chlorantha Schltr.
- Eulophia chlorotica Kraenzl.
- Eulophia chrysea M.W.Chase & Schuit.
- Eulophia chrysoglossoides Schltr.
- Eulophia citrina (Andrews) Ormerod & Kurzweil
- Eulophia clandestina (Börge Pett.) Bytebier
- Eulophia clitellifera (Rchb.f.) Bolus
- Eulophia cochlearis Lindl.
- Eulophia coddii A.V.Hall
- Eulophia coeloglossa Schltr.
- Eulophia cooperi Rchb.f.
- Eulophia cordylinophylla Rchb.f.
- Eulophia corymbifera J.M.H.Shaw
- Eulophia corymbosa Schltr.
- Eulophia coutreziana Geerinck
- Eulophia cristata (Afzel. ex Sw.) Steud.
- Eulophia cucullata (Afzel. ex Sw.) Steud.
- Eulophia dabia (D.Don) Hochr.
- Eulophia dactylifera P.J.Cribb
- Eulophia dahliana Kraenzl.
- Eulophia decaryana H.Perrier
- Eulophia dentata Ames
- Eulophia dichroma Rolfe
- Eulophia diffusiflora M.W.Chase, Kumar & Schuit.
- Eulophia distans (Summerh.) ined.
- Eulophia divergens Fritsch
- Eulophia dufossei Guillaumin
- Eulophia ecristata (Fernald) Ames
- Eulophia elegans Schltr.
- Eulophia elisabethae (Linden & Rolfe) M.W.Chase & Schuit.
- Eulophia ensata Lindl.
- Eulophia ephippium (Rchb.f.) Butzin
- Eulophia epidendraea (J.Koenig ex Retz.) C.E.C.Fisch.
- Eulophia epiphanoides Schltr.
- Eulophia epiphytica P.J.Cribb, Du Puy & Bosser
- Eulophia ericophila (Bosser) M.W.Chase & Schuit.
- Eulophia euantha Schltr.
- Eulophia euglossa (Rchb.f.) Rchb.f. ex Bateman
- Eulophia eulophioides (Schltr.) M.W.Chase, Kumar & Schuit.
- Eulophia eustachya (Rchb.f.) Geerinck
- Eulophia exigua M.W.Chase, Kumar & Schuit.
- Eulophia explanata Lindl.
- Eulophia eylesii Summerh.
- Eulophia falcatiloba Szlach. & Olszewski
- Eulophia falcigera (Rchb.f.) M.W.Chase, Kumar & Schuit.
- Eulophia fernandeziana Geerinck
- Eulophia filifolia Bosser & Morat
- Eulophia flabellata (Thouars) M.W.Chase, Kumar & Schuit.
- Eulophia flava (Lindl.) Hook.f.
- Eulophia flavescens (Bosser & Morat) M.W.Chase & Schuit.
- Eulophia flavopurpurea (Rchb.f.) Rolfe
- Eulophia foliosa (Lindl.) Bolus
- Eulophia friderici (Rchb.f.) A.V.Hall
- Eulophia furcata (Bosser & Morat) M.W.Chase & Schuit.
- Eulophia galbana Ridl.
- Eulophia galeoloides Kraenzl.
- Eulophia gastrodioides Schltr.
- Eulophia gonychila Schltr.
- Eulophia gracilis Lindl.
- Eulophia graminea Lindl.
- Eulophia grandidieri H.Perrier
- Eulophia granitica (Rchb.f.) Cufod.
- Eulophia guineensis Lindl.
- Eulophia hebdingiana (Guillaumin) M.W.Chase & Schuit.
- Eulophia herbacea Lindl.
- Eulophia hereroensis Schltr.
- Eulophia hermansiana M.W.Chase & Schuit.
- Eulophia hians Spreng.
- Eulophia hologlossa Schltr.
- Eulophia holubii Rolfe
- Eulophia horsfallii (Bateman) Summerh.
- Eulophia humbertii (H.Perrier) Butzin
- Eulophia huttonii Rolfe
- Eulophia ibityensis Schltr.
- Eulophia inyangensis Summerh.
- Eulophia javanica J.J.Sm.
- Eulophia juncifolia Summerh.
- Eulophia kamarupa Sud.Chowdhury
- Eulophia katangensis (De Wild.) De Wild.
- Eulophia kyimbilae Schltr.
- Eulophia lagaligo Metusala
- Eulophia lamellata Lindl.
- Eulophia lanceata H.Perrier
- Eulophia laotica (Guillaumin) M.W.Chase, Kumar & Schuit.
- Eulophia latifolia Rolfe
- Eulophia latilabris Summerh.
- Eulophia leachii Greatrex ex A.V.Hall
- Eulophia lejolyana Geerinck
- Eulophia lenbrassii Ormerod
- Eulophia leonensis Rolfe
- Eulophia leontoglossa Rchb.f.
- Eulophia letouzeyana Geerinck
- Eulophia lisowskii Szlach.
- Eulophia litoralis Schltr.
- Eulophia livingstoneana (Rchb.f.) Summerh.
- Eulophia lonchophylla Rchb.f.
- Eulophia longisepala Rendle
- Eulophia lubbersiana De Wild. & Laurent
- Eulophia macaulayae Summerh.
- Eulophia mackinnonii Duthie
- Eulophia macowanii Rolfe
- Eulophia macra Ridl.
- Eulophia macrantha Rolfe
- Eulophia macrobulbon (C.S.P.Parish & Rchb.f.) Hook.f.
- Eulophia maculata (Lindl.) Rchb.f.
- Eulophia magnicristata Szlach. & Olszewski
- Eulophia malangana (Rchb.f.) Summerh.
- Eulophia mangenotiana Bosser & Veyret
- Eulophia mannii (Rchb.f.) Hook.f.
- Eulophia massokoensis Schltr.
- Eulophia mechowii (Rchb.f.) T.Durand & Schinz
- Eulophia megistophylla Rchb.f.
- Eulophia meleagris Rchb.f.
- Eulophia micrantha Lindl.
- Eulophia milnei Rchb.f.
- Eulophia monantha W.W.Sm.
- Eulophia monile Rchb.f.
- Eulophia monotropis Schltr.
- Eulophia monticola Rolfe
- Eulophia montis-elgonis Summerh.
- Eulophia moratii N.Hallé
- Eulophia mumbwaensis Summerh.
- Eulophia myanmarica Naive, K.Z.Hein & Kumar
- Eulophia nervosa H.Perrier
- Eulophia nicobarica N.P.Balakr. & N.G.Nair
- Eulophia norlindhii Summerh.
- Eulophia nuda Lindl.
- Eulophia nuttii Rolfe
- Eulophia nyasae Rendle
- Eulophia obscura P.J.Cribb
- Eulophia obstipa P.J.Cribb & la Croix
- Eulophia obtusa (Lindl.) Hook.f.
- Eulophia ochreata Lindl.
- Eulophia ochyrae Szlach. & Olszewski
- Eulophia odontoglossa Rchb.f.
- Eulophia orthoplectra (Rchb.f.) Summerh.
- Eulophia ovalis Lindl.
- Eulophia palmicola H.Perrier
- Eulophia pandurata Rolfe
- Eulophia paradoxa Kraenzl.
- Eulophia pardalina (Rchb.f.) M.W.Chase & Schuit.
- Eulophia parilamellata Butzin
- Eulophia parviflora (Lindl.) A.V.Hall
- Eulophia parvilabris Lindl.
- Eulophia parvula (Rendle) Summerh.
- Eulophia pauciflora Guillaumin
- Eulophia penduliflora Kraenzl.
- Eulophia perrieri Schltr.
- Eulophia petersii (Rchb.f.) Rchb.f.
- Eulophia petiolata Schltr.
- Eulophia peyrotii (Bosser & Morat) M.W.Chase & Schuit.
- Eulophia ×
- Eulophia pileata Ridl.
- Eulophia plantaginea (Thouars) Rolfe ex Hochr.
- Eulophia platypetala Lindl.
- Eulophia pocsii Eb.Fisch., Killmann, J.-P.Lebel & Delep.
- Eulophia poiformis Szlach.
- Eulophia pottsii (P.M.Br. & DeAngelis) J.M.H.Shaw
- Eulophia pratensis Lindl.
- Eulophia promensis Lindl.
- Eulophia protearum Rchb.f.
- Eulophia pulchella (Ridl.) Ormerod & Kurzweil
- Eulophia pulchra (Thouars) Lindl.
- Eulophia pyrophila (Rchb.f.) Summerh.
- Eulophia quadriloba Schltr.
- Eulophia ramifera Summerh.
- Eulophia ramosa Ridl.
- Eulophia rara Schltr.
- Eulophia rauhii (Senghas) M.W.Chase & Schuit.
- Eulophia recurva (Roxb.) M.W.Chase, Kumar & Schuit.
- Eulophia renschiana (Rchb.f.) T.Durand & Schinz
- Eulophia reticulata Ridl.
- Eulophia rhodesiaca Schltr.
- Eulophia richardsiae P.J.Cribb & la Croix
- Eulophia roempleriana (Rchb.f.) M.W.Chase & Schuit.
- Eulophia rolfeana Kraenzl.
- Eulophia roseovariegata (Senghas) M.W.Chase & Schuit.
- Eulophia rutenbergiana Kraenzl.
- Eulophia ruwenzoriensis Rendle
- Eulophia sabulosa Schltr.
- Eulophia santapaui Panigrahi & Kataki
- Eulophia saundersiana Rchb.f.
- Eulophia saxicola P.J.Cribb & G.Will.
- Eulophia schaijesii Geerinck
- Eulophia schlechteri H.Perrier
- Eulophia schweinfurthii Kraenzl.
- Eulophia sclerophylla Rchb.f.
- Eulophia segawae Fukuy.
- Eulophia seleensis (De Wild.) Butzin
- Eulophia seychellarum Rolfe ex Summerh.
- Eulophia siamensis Rolfe ex Downie
- Eulophia sooi Chun & Tang ex S.C.Chen
- Eulophia sordida Kraenzl.
- Eulophia spathulifera H.Perrier
- Eulophia speciosa (R.Br.) Bolus
- Eulophia splendida (Koop. & P.J.Cribb) M.W.Chase & Schuit.
- Eulophia stachyodes Rchb.f.
- Eulophia stenopetala Lindl.
- Eulophia stenoplectra Summerh.
- Eulophia streptopetala Lindl.
- Eulophia stricta Rolfe
- Eulophia subsaprophytica Schltr.
- Eulophia subulata Rendle
- Eulophia suzannae Geerinck
- Eulophia sylviae Geerinck
- Eulophia tabularis (L.f.) Bolus
- Eulophia taitensis Pfennig & P.J.Cribb
- Eulophia taiwanensis Hayata
- Eulophia tanganyikensis Rolfe
- Eulophia tenella Rchb.f.
- Eulophia thollonii Szlach. & Olszewski
- Eulophia thomsonii Rolfe
- Eulophia tisserantii Szlach. & Olszewski
- Eulophia tricristata Schltr.
- Eulophia trilamellata De Wild.
- Eulophia tristis (L.f.) Spreng.
- Eulophia tuberculata Bolus
- Eulophia ugandae Rolfe
- Eulophia ukingensis Schltr.
- Eulophia ustulata (Bolus) Bolus
- Eulophia venosa (F.Muell.) Rchb.f. ex Benth.
- Eulophia venulosa Rchb.f.
- Eulophia versicolor Frapp. ex Cordem.
- Eulophia vinosa McMurtry & G.McDonald
- Eulophia walleri (Rchb.f.) Kraenzl.
- Eulophia welwitschii (Rchb.f.) Rolfe
- Eulophia wendlandiana Kraenzl.
- Eulophia zanzibarica (Summerh.) M.W.Chase & Schuit.
- Eulophia zeyheriana Sond.
- Eulophia zollingeri (Rchb.f.) J.J.Sm.